# Roger Legeay
 (août 2024).
La mise en forme du texte ne suit pas les recommandations de Wikipédia : il faut le « wikifier ».
Les points d'amélioration suivants sont les cas les plus fréquents. Le détail des points à revoir est peut-être précisé sur la page de discussion.
- Les titres sont pré-formatés par le logiciel. Ils ne sont ni en capitales, ni en gras.
- Le texte ne doit pas être écrit en capitales (les noms de famille non plus), ni en gras, ni en italique, ni en « petit »…
- Le gras n'est utilisé que pour surligner le titre de l'article dans l'introduction, une seule fois.
- L'italique est rarement utilisé : mots en langue étrangère, titres d'œuvres, noms de bateaux, etc.
- Les citations ne sont pas en italique mais en corps de texte normal. Elles sont entourées par des guillemets français : « et ».
- Les listes à puces sont à éviter, des paragraphes rédigés étant largement préférés. Les tableaux sont à réserver à la présentation de données structurées (résultats, etc.).
- Les appels de note de bas de page (petits chiffres en exposant, introduits par l'outil «  Source ») sont à placer entre la fin de phrase et le point final[comme ça].
- Les liens internes (vers d'autres articles de Wikipédia) sont à choisir avec parcimonie. Créez des liens vers des articles approfondissant le sujet. Les termes génériques sans rapport avec le sujet sont à éviter, ainsi que les répétitions de liens vers un même terme.
- Les liens externes sont à placer uniquement dans une section « Liens externes », à la fin de l'article. Ces liens sont à choisir avec parcimonie suivant les règles définies. Si un lien sert de source à l'article, son insertion dans le texte est à faire par les notes de bas de page.
- La présentation des références doit suivre les conventions bibliographiques. Il est recommandé d'utiliser les modèles {{Ouvrage}}, {{Chapitre}}, {{Article}}, {{Lien web}} et/ou {{Bibliographie}}. Le mode d'édition visuel peut mettre en forme automatiquement les références.
- Insérer une infobox (cadre d'informations à droite) n'est pas obligatoire pour parachever la mise en page.

Pour une aide détaillée, merci de consulter Aide:Wikification.
Si vous pensez que ces points ont été résolus, vous pouvez retirer ce bandeau et améliorer la mise en forme d'un autre article.
 (mai 2024).
Pour les articles homonymes, voir Legeay.
Roger Legeay, né le 8 août 1949 à Beaufay (Sarthe), est un ancien coureur cycliste français, professionnel de 1973 à 1982. Devenu en 1998 dirigeant de l'équipe Crédit agricole, il s'est retiré de la compétition fin 2008.

## Biographie

### Carrière cycliste
Amateur de 1967 à 1972, Roger Legeay est crédité de 36 victoires. Il devient professionnel en 1973 et le reste jusqu'en 1982, remportant  19 victoires.
Il participe 7 fois au Tour de France, 2 fois au Tour d'Italie et 1 fois au Tour d'Espagne. Il est sélectionné à 2 reprises en équipe de France pour les Championnats du Monde : à San Cristóbal au Venezuela en 1977 et au Nürburgring en Allemagne en 1978.
Il remporte le classement par points du Tour de Suisse en 1976 et en 1977.
Il est le premier français à avoir porté le maillot à pois sur le Tour de France.

### Reconversion professionnelle
Après avoir quitté le peloton en tant que coureur, Roger Legeay devient directeur sportif adjoint, puis directeur sportif de l'équipe Peugeot, Z, GAN et, en 1998, de l'équipe Crédit agricole jusqu'en 2008.
Les équipes qu'il a dirigées ont remporté successivement le Tour de France 1990 avec Greg LeMond, et Paris-Roubaix (1992 et 1993) avec Gilbert Duclos-Lassalle. Il dirige notamment les coureurs suivants : Pascal Simon, Stephen Roche, Ronan Pensec, Cédric Vasseur, Gilbert Duclos-Lassalle, Greg LeMond, Frédéric Moncassin, Stéphane Heulot, Chris Boardman, Thor Hushovd, Stuart O'Grady, qui ont obtenu de nombreuses victoires d'étapes sur le Tour de France.
Il est président de la Ligue du cyclisme professionnel, vice-président de la Fédération française de cyclisme, président de l'association des directeurs sportifs français (AC2000) et internationaux (AIGCP) pendant plusieurs années.
En décembre 2007, il démissionne de l'AIGCP.
Il est aujourd'hui consultant pour le mensuel Le Sport Vélo.
Depuis 2007, il est président du MPCC (Mouvement pour un Cyclisme Crédible).
Depuis 2008, il est ambassadeur de l'association MCC (Mécénat Chirurgie cardiaque)
En 2017, il fait partie du jury du 14e Prix Jacques-Goddet – Trophée Carrefour consacrant Jean-Luc CHABAUD, journaliste à "L'Eveil de la Haute-Vienne", pour son article "Saint Berain entre dans l'histoire du Tour". 
Il est le parrain et le conseiller technique de plusieurs courses dont le Circuit de la Sarthe et des Pays de Loire et les 24 heures vélo Le Mans.
Il est président d'honneur du club cycliste MSV (LE MANS SARTHE VELO).
La course de VTT "La Roger Legeay" a lieu à Beaufay (72) depuis 23 ans le troisième dimanche d'octobre.

## Palmarès

### Palmarès amateur
- Amateur
  - 1967-1972 : 36 victoires
- 1971
  - Gold Seal Trophy Grand Prix
- 1972
  - 3e étape de la Route de France
  - 3e étape des Deux Jours de Caen
  - Circuit du Roumois
  - 3e des Deux Jours de Caen

### Palmarès professionnel
| - 1976 - 3e du Grand Prix d'Antibes - 3e des Quatre Jours de Dunkerque - 3e du Tour du Limousin - 1977 - 2e du Grand Prix de Plouay - 3e du Tour de Corse - 1978 - 2e étape du Circuit de la Sarthe - 4e étape du Tour de Romandie - 5e étape du Tour du Limousin - Grand Prix de la côte normande - 2e du Grand Prix de Mauléon-Moulins - 2e du Tour du Tarn - 2e de la Route nivernaise | - 1980 - Grand Prix de Mauléon-Moulins - 3e étape du Circuit de la Sarthe - 2e du Tour de Vendée - 1981 - Grand Prix de Mauléon-Moulins |  |

## Résultats sur les grands tours

### Tour de France
7 participations
- 1975 : 71e
- 1976 : 35e
- 1977 : 37e
- 1978 : 42e
- 1979 : 63e
- 1980 : 84e
- 1981 : 61e

### Tour d'Italie
2 participations
- 1973 : hors délais (14e étape)
- 1979 : 62e

### Tour d'Espagne
1 participation 
- 1974 : 32e